# 碳酸亚铕
碳酸亚铕是铕的一种碳酸盐，化学式 EuCO3。

## 制备
碳酸亚铕可以由硫酸亚铕和碳酸钠溶液反应而成。
{\displaystyle \mathrm {EuSO_{4}+Na_{2}CO_{3}\longrightarrow EuCO_{3}+Na_{2}SO_{4}} }

## 性质

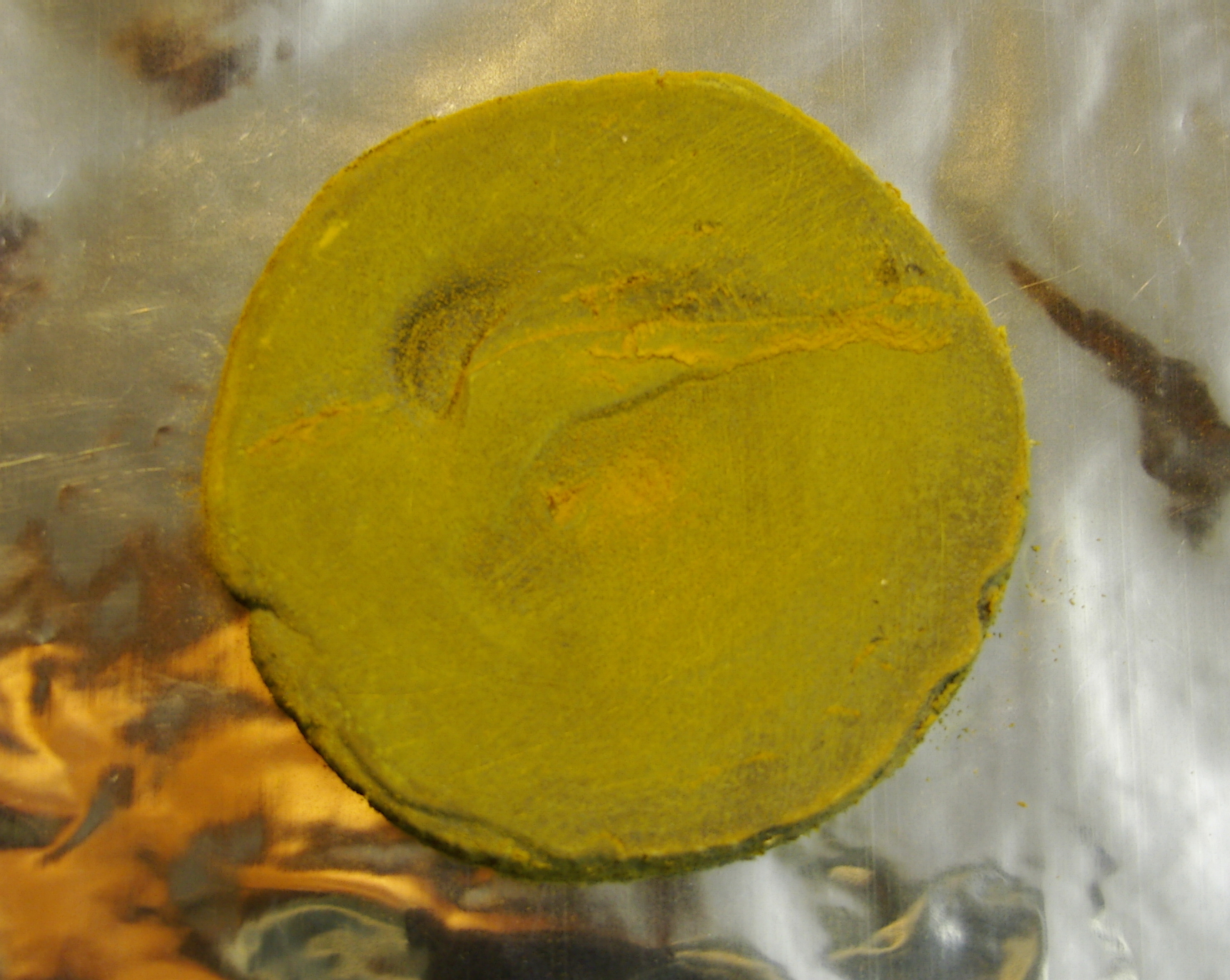
在空气中氧化的金属铕，其中的黄色物质就是EuCO_{3}

碳酸亚铕是黄色、对空气稳定的固体，难溶于水。它呈正交晶系的霞石结构，空间群 Pmcn (No. 62)。